# Richard Webb
Richard Webb est un acteur américain né le 9 septembre 1915 à Bloomington (Illinois); mort à Van Nuys (Californie) le 10 juin 1993.

## Filmographie partielle
- 1941 : Les Voyages de Sullivan (Sullivan's Travels) de Preston Sturges
- 1942 : Far West (American Empire) de William C. McGann
- 1942 : André et les Fantômes (The Remarkable Andrew) de Stuart Heisler
- 1947 : Hollywood en folie (Variety Girl) de George Marshall
- 1947 : Pendez-moi haut et court (Out of the Past) de Jacques Tourneur
- 1948 : Les Yeux de la nuit (Night has a thousand eyes) de John Farrow
- 1948 : Les Filles du major (Isn't It Romantic?) de Norman Z. McLeod
- 1949 : Mon véritable amour (My Own True Love) de Compton Bennett
- 1949 : Iwo Jima (Sands of Iwo Jima), d'Allan Dwan
- 1949 : Un Yankee à la cour du roi Arthur (A Connecticut Yankee in King Arthur's Court) de Tay Garnett
- 1951 : Les Aventures du capitaine Wyatt (Distant Drums) de Raoul Walsh
- 1951 : La Ronde des étoiles (Starlift) de Roy Del Ruth
- 1951 : I Was a Communist for the FBI de Gordon Douglas
- 1952 : La Reine du hold-up (This Woman Is Dangerous) de Felix E. Feist
- 1952 : Les Conquérants de Carson City (Carson City) d'André De Toth
- 1952 : Mara Maru de Gordon Douglas
- 1954 : Trois Heures pour tuer (Three Hours to Kill) d'Alfred L. Werker
- 1955 : L'Étreinte du destin (Count Three and Pray) de George Sherman
- 1965 : Quand parle la poudre (Town Tamer) de Lesley Selander
- 1967 : Star Trek (série TV) : épisode Cour Martiale : Lieutenant Cdr. Ben Finney
- 1969 : Le Piège à pédales (The Gay Deceivers) de Bruce Kessler